# Are you ready? 2007 またハートに火をつけろ! in OKINAWA
『Are you ready? 2007 またハートに火をつけろ! in OKINAWA』（アー ユー レディ にせんなな またハートにひをつけろ イン オキナワ）は、日本のロックバンド、L'Arc〜en〜Cielのライブビデオ。DVD版は2008年4月2日、BD版は2014年3月19日発売。発売元はKi/oon Records。

## 解説
本作品は、2007年6月8日から同年8月30日まで開催したホールツアー「Are you ready? 2007 またハートに火をつけろ!」から、最終公演の沖縄コンベンションセンター劇場で行ったライブの模様を収録したライブビデオである。ホールで行ったライブの映像が収録されたライブビデオは本作が初作品となった。ちなみにホール規模の会場を中心としたライブツアーは、1998年に開催したホールツアー「ハートに火をつけろ!」以来約9年ぶりのことで、今回のツアータイトルはこのツアー名からセルフオマージュしたものとなっている。
ホールツアー「Are you ready? 2007 またハートに火をつけろ!」では、2007年2月頃から制作を開始したアルバム『KISS』の収録予定楽曲を先行披露している。本作に収録された沖縄公演では、「Pretty girl」「砂時計」「DAYBREAK'S BELL」「THE BLACK ROSE」「雪の足跡」が音源のリリース前に披露されている。また、本作に収録された沖縄公演では、『KISS』に収録された「spiral」「ALONE EN LA VIDA」「海辺」の3曲は演奏されていないが、他の会場では披露されている。なお、『KISS』に収録された楽曲の中で、「Hurry Xmas」だけはこのツアーで一度も演奏されていない。ただ、「Hurry Xmas」の前奏部分は、ライブのオープニングを飾るアニメーション映像のバックでS.E.として使われている。このアニメーション映像は、2007年11月14日に発売した33rdシングル「Hurry Xmas」の初回生産限定盤に付属するDVDに「Opening Movie of the Show」と題し収録されている。ちなみに、このツアーでアルバム収録予定曲の先行披露を行ったのは、tetsuyaのアイデアがきっかけとなっている。セットリストにアルバム収録予定曲を組み込んだ経緯について、hydeは「いち早くファンの人に聴かせるのが目的だったと思う」「インディーズの頃は音源がない曲をやるのが当たり前だったじゃないですか。初心に返るっていう意味もあったと思う」と述べている。余談だが、このツアーでは「SHINE」と「Bye Bye」も先行披露されているが、この2曲はアルバム『KISS』への収録を見送られている。
フィジカルは通常盤（2DVD）の1形態でリリースされ、34thシングル「DRINK IT DOWN」と同時発売されている。また、初回限定仕様はスペシャルパッケージ仕様となっており、さらにラミネート製のスペシャルゲストパスが封入されている。2枚組DVDのうちDisc1には沖縄で行われた最終公演のライブ本編が収録され、Disc2には「全国津々浦々おまけ名場面集」として、一部を除いた各公演のMCやエピソードなどが収録されている。このおまけ名場面集には、MCの流れから急遽演奏された「いばらの涙」や、本編に収録されていない「Bye Bye」「夏の憂鬱 [time to say good-bye]」「Lies and Truth」「Shout at the Devil」「瞳の住人」「自由への招待」「NEO UNIVERSE」「flower」「さようなら」を演奏している様子が断片的ではあるが収められている。
また、2011年4月6日に発売されたライブ5公演の映像を収めたボックス・セット『FIVE LIVE ARCHIVES 2』に、このツアーの2007年8月26日に行った富士急コニファーフォレスト公演の模様が完全収録されている。なお、この公演は、L'Arc〜en〜Cielが1999年に開催したライブツアー「1999 GRAND CROSS TOUR」以来約8年ぶりに野外で開催したライブとなっている（バンド主催のライブ以外では、2007年7月28日に韓国・仁川広域市で開催された韓国最大規模の野外ロック・フェスティバル「2007 INCHEON PENTAPORT ROCK FESTIVAL」に出演して以来の野外公演で、日本国内のライブイベントに限ると2004年7月24日・25日に行われた野外ロック・フェスティバル「THE ROCK ODYSSEY 2004」に出演して以来の野外公演となる）。
さらに、2014年2月26日には本作を含む音楽作品18タイトルを収録したBD-BOX『L'Aive Blu-ray BOX -Limited Edition-』が発売され、本作のライブ音源CDも収録された。同年3月19日には、前述のボックス・セットに収められた本作のBlu-ray Disc版が単体でリリースされた。

## 収録曲
- DVD版は本編・特典をそれぞれ2枚に分けて収録。

1. SEVENTH HEAVEN
2. Killing Me
3. the Fourth Avenue Café
4. DAYBREAK'S BELL
5. 砂時計
6. 雪の足跡
7. Caress of Venus
8. MY HEART DRAWS A DREAM
9. THE BLACK ROSE
10. Driver's High
11. REVELATION
12. Pretty girl
13. READY STEADY GO
14. Feeling Fine 2007 （P'UNK〜EN〜CIEL）
15. HONEY 2007 （P'UNK〜EN〜CIEL）
16. metropolis
17. New World
18. Link
19. 叙情詩
特典映像
全国津々浦々おまけ名場面集